# فواز حداد
فواز حداد كاتب سوري من مواليد دمشق سنة 1947، حائز على إجازة في الحقوق من جامعة دمشق. كتب القصة القصيرة والمسرح والرواية، لكنه لم ينشر أياً منها حتى سنة 1991. شارك كمُحكِّم في مسابقة حنا مينه للرواية، ومسابقة المزرعة للرواية في السويداء. كذلك في الإعداد لموسوعة «رواية اسمها سورية».
نشرت مجموعته القصصية الوحيدة، وهي “الرسالة الأخيرة”، في العام 1994، وأول رواية “موزاييك، دمشق 39” في العام 1991، ومنذ ذلك الحين توالت أعماله خصوصًا في الرواية، وآخرها الذي صدر في العام 2021 بعنوان “يوم الحساب”.
رُشِّح عن رواية المترجم الخائن للجائزة العالمية للرواية العربية «بوكر» القائمة القصيرة لعام 2009، ورُشِّحت روايته «جنود الله» لجائزة البوكر القائمة الطويلة لعام 2010، وترجمت إلى الألمانية تحت عنوان «سماء الله الدامية» عن دار نشر أوفباو. ورُشِّح أيضاً لجائزة روكرت الألمانية لعام 2013 عن الرواية نفسها.
وُصف حداد بأنه «من أبرز الروائيين السوريين القلائل الذين واكبوا الثورة السورية، واستقصوا في تفاصيلها وأسبابها ونتائجها، معبرًا عن تضامنه المطلق معها».

## مسيرته
بدأ فواز حداد الكتابة مبكراً، لكنه لم يبدأ في النشر سوى متأخراً (بعدما تجاوز سن الأربعين بقليل). يعتبر بشير البكر أن فواز حداد هو «في مرتبة العابر للأجيال في الرواية السورية. ليس لديه أية قرابة مع الرعيل الأول في الرواية السورية الجديدة من أمثال حنا مينة، نبيل سليمان، حيدر حيدر، هاني الراهب، ممدوح عزام، خيري الذهبي، وليد إخلاصي، وخليل النعيمي، ولا مع الأجيال التي جاءت لاحقاً، والتي بدأت في السبعينات والثمانينات مثل سليم بركات، خالد خليفة، محمد أبو معتوق، فيصل خرتش، خليل صويلح، سلوى النعيمي، وسمر يزبك». ويرى البكر أنه لا يختلف كثيرًا عن هذه الأجيال من ناحية الموضوعات، لكنه يختلف في البناء السردي، إذ يرى أنه ينتمي إلى «نمط النساجين الذين يأخذون العمل على محمل الصبر. غير منقطع عن الإنتاج منذ بدأ الكتابة، ويعمل بدأب شديد وصمت ولا ينشغل بالإعلام والنقد الذي لم يعطه حقه».
كرس نفسه منذ خروجه من سوريا في العام 2012 (بسبب الثورة السورية) للكتابة كلياً، وتوقف عن أي عمل يومي آخر. وقد قال عن جرأة كتاباته وما وصفه بتجاهله في الداخل السوري: «كان بعضها لئيماً ومسموماً، الإدعاء بأن جرأتي ليست سوى بحث عن الشهرة، مع أنني كنت أتهرب من أن أكون معروفاً، حتى أن رياض الريس كان يقول لي انه كان يسأل المثقفين السوريين عني، فيزعمون أنهم لم يسمعوا باسمي، هذا بعدما أصبح رصيدي خمس روايات. وفي الواقع لم أرد الاصطدام مع المخابرات، لئلا أتوقف عن الكتابة، فقد وصل إلي أكثر من خبر أن هناك جهات مسؤولة تقرأ رواياتي، ومنهم وزراء وضباط يجهلون أنني اكتب من دمشق، ظنوا أني من المعارضة في باريس». وذكر أنه قد غادر سوريا في أغسطس 2012، على غير رغبته ولكن بتشجيع من دعوة صديق «وفرت له الاستمرار في التفرغ، ولولاه لكانت الرواية الآن حبيسة الأدراج». وفي حوار آخر له سنة 2020 تحدث عن عدم تعرضه لمضايقات النظام الأمني، وعلل ذلك بما اعتبره «تعتيم» الوسط الثقافي على كتاباته، «حتّى عندما أصبحت أيّ رواية يكتبها ممنوعة لمجرد أنّ اسمه على الغلاف». ورأى أن سببًا آخر هو «عدم اعتراف “اتّحاد الكُتّاب” في دمشق برواياته، وإذا أشار إليها ففي معرض الذم والتجريح، لمجرد أنّه لم يتقدّم بطلب انتساب إلى الاتّحاد».
ووفقًا لعلاء رشيدي، يقدم فواز حداد في تفسير اللاشيء (الرواية الصادرة سنة 2020) «احتمالات اليأس الذي يؤدي إلى التعامي عن الواقع، أي احتمالية التغاضي عن الثورة والمطالب الشعبية من قِبَل المثقفين والفنانين»، ويتضح ذلك من خلال حكاية مؤرخ أكاديمي، وفنان تشكيلي. كلاهما يعاني من اليأس من الأحداث التاريخية الحاصلة من حولهم، ويسعيان إلى الهروب من مواجهة الواقع ورغبة الجماهير ومطالبه بالتغيير. وكما يتضح في الرواية يودي بهما هذا التغاضي عن الواقع الكارثي من حولهما إلى الانعزال عن الواقع، والانغلاق في التفكير التجريدي وإلغاء الذات-العقل إلى درجة الهوس والجنون. ويقول فواز حداد عن تجربته في كتابة تلك الرواية: «في روايتي «تفسير اللاشيء» كان من الضروري تأمّل شخصية المثقّف، لماذا يقول شيئًا ويفعل شيئًا آخر؟ لماذا يختلق الذرائع؟ كيف يدافع عن نفسه؟ لماذا يتنكر لآرائه؟ ماذا عن الضمير؟ هناك عطب في داخل تلك النوعية من المثقّفين، يتخفون عليه، وربّما كانوا لا يعرفونه، ينكشف لهم عندما يتعرضون لخيارات قاسية أو مصيرية، فينهار عالمهم، ليس بالضرورة بسبب الثورة، ففي الرواية ظهر هذا العطب من جراء انفصال زوجته عنه، وإن جاء بالتزامن مع الثورة».
بينما في روايته الشاعر وجامع الهوامش (الصادرة عام 2017)، يدرس فواز حداد فرضية أندريه دابيزيس في كتابه أسطورة فاوست والتي تفترض أن المجتمعات حين تُقمَع وتفقد الإيمان بقدرة الفاعلية والناشطية السياسية والثقافية على التغيير، فإنها تصبح مهيأة للجوء أو للإيمان بهاوية الغيبيات، ففي رواية الشاعر وجامع الهوامش يصور فواز حداد لجوء المجتمع السوري إلى الغيبيات، مفترضاً نشوء حركة تدين غامضة مركزها الرئيسي ضيعة مغربال، الواقعة بين الساحل والجبل. بطل الرواية هو الشاعر مأمون، والذي يكلَّف بمهمة ثقافية وطنية تمتد على خارطة الوطن وتحمل شعار «الشعر ضرورة»، لكن مأمون لا يلبث أن يكتشف أن المهمة الحقيقية التي كُلِّف بها هي الكشف عن «مؤامرة» تأسيس الدين الجديد في مغربال. تتسم شخصية مأمون ببعض سمات التحالف مع الشيطان، فهو يقبل بالدعم الذي تقدمه إليه الأجهزة الأمنية والمخابرات في مجال الوسط الثقافي، ويكلَّف من قبلهم بمهمة مقابل الدعم الذي يقدمونه له في الصحافة الوطنية والتكريس الثقافي الرسمي. وهو كذلك يفكر بانتهازية في الكثير من مواقع الرواية، وفقًا لرشيدي. ووصف حداد الرواية بأنها «رواية عن الحرب والناس، الثقافة والدين، الطائفية والحب والجريمة».
صدر له في 2021 عن دار الريس، رواية “يوم الحساب”، وهي الرواية السادسة عشر من إنتاجه الأدبي. ووفقًا لسلمان زين الدين، «يفكّك فواز حداد في الرواية أكذوبة حماية الأقليات التي يدّعيها النظام [...] ويلقي الضوء، من خلال هذا التفكيك، على ممارسات النظام وأدواته التي تبدأ بالقبض على المشتبه بمعارضتهم له، ولا تنتهي بإخفاء آثارهم، ناهيك بما يحدث بين البداية والنهاية من أساليب تنكيل وتعذيب، هي آخر ممّا تتفتّق عنه العبقرية الأمنية المريضة. كما يلقي الضوء على حياة السوريين المعارضين الذين يعيشون المطاردة والتخفّي والتنكّر والخوف والقلق والذل والابتزاز والنزوح والتهجير والهجرة، في محاولة منهم للبقاء على قيد الحياة».

## آراؤه
يرى فواز حداد أنّ «الروائي لا يكتب بمعزل عن البشر»، وأنّ «الرواية تتفاعل مع عصرها، ومع ما يعقبه من أحداث وعصور، وما تحمله من متغيّرات في المفاهيم، بحيث تكتسب أكثر من حياة، وتعتمد أكثر من قراءة».

## أعماله

### الرواية والقصص القصيرة
- موزاييك دمشق 39 رواية، ط1 عام1991 عن دار الأهالي، ط2 عن دار التكوين عام 2007.[9]
- تياترو 1949: رواية، ط1 عام 1994 إصدار خاص، ط2 عن دار التكوين عام 2007.[10] حُوِّلت إلى عمل مسرحي عُرض في دمشق.[11]
- صورة الروائي رواية، ط1 عن دار عطية عام1998، ط2 عن دار التكوين 2007.[12]
- الولد الجاهل رواية، ط1 عن دار الكنوز الأدبية عام2000، ط2 عن دار التكوين عام 2007.[13]
- الضغينة والهوى رواية، ط1 عن دار كنعان عام2001، ط2 2004، طبعة جديدة عن دار رياض الريس عام 2010.[14] حُوِّلت إلى مسلسل تلفزيوني بعنوان «الدوامة»[15][16][17]
- مرسال الغرام رواية، عن دار رياض الريس عام 2004.[18]
- مشهد عابر رواية، عن دار رياض الريس عام 2007.[19]
- المترجم الخائن رواية، عن دار رياض الريس عام 2008.[20]
- عزف منفرد على البيانو رواية، عن دار رياض الريس عام 2009.[21]
- جنود الله رواية، عن دار رياض الريس عام 2010.[22]
- خطوط النار رواية، عن دار رياض الريس عام 2011.[23]
- السوريون الأعداء رواية، عن دار رياض الريس عام 2014.[24]
- مجموعة قصص قصيرة تحت عنوان «الرسالة الأخيرة»، ط1 عن وزارة الثقافة عام 1994، ط2 عن دار التكوين 2007.[25]
- الشاعر وجامع الهوامش رواية، عن دار رياض الريس عام 2017.[26]
- تفسير اللاشيء ..رواية ..دار رياض الريس ..بيروت ..2020.[27]
- يوم الحساب: رواية، رياض الريس للكتب والنشر، بيروت، 2021.[28]

### منشورات أخرى
- الواقع أولا: شهادة روائية[29]
- الثورة السورية: الأيام الأولى من يوم الغضب إلى يوم الحسم، 2013.[30]